# Lits tingslag
Lits tingslag var ett tingslag i Jämtlands län i Jämtland.
Lits tingslag bildades 1741. Tingslaget upphörde den 1 september 1912. då verksamheten överfördes till Lits och Rödöns tingslag. Tingslaget ingick till 1812 i Jämtlands domsaga, mellan 1812 och 1879 i Norra Jämtlands domsaga och från 1879 i Jämtlands norra domsaga.

## Socknar
Lits tingslag omfattade sex socknar:
- Föllinge socken
- Hotagens socken (från 1846)
- Häggenås socken
- Kyrkås socken
- Laxsjö socken (från 1887)
- Lits socken